# Сабріна Жіусту
Сабріна Жіусту (порт. Sabrina Giusto; нар. 31 серпня 1971) — колишня бразильська тенісистка.
Найвищу одиночну позицію світового рейтингу — 171 місце досягла 10 грудня 1990, парну — 370 місце — 3 вересня 1990 року.

## Фінали ITF
| турніри $25,000 |
| турніри $10,000 |

### Одиночний розряд: 3 (2–1)
| Результат | Ранг | Дата           | Турнір                  | Покриття | Суперниця            | Рахунок  |
| --------- | ---- | -------------- | ----------------------- | -------- | -------------------- | -------- |
| Перемога  | 1.   | 17 липня 1989  | Сецце, Італія           | Ґрунт    | Лаура Мурго          | 6–1, 6–4 |
| Перемога  | 2.   | 30 жовтня 1989 | Белу-Оризонті, Бразилія | Ґрунт    | Крістіна Розвадовскі | 6–1, 6–0 |
| Поразка   | 1.   | 13 серпня 1990 | Бразиліа, Бразилія      | Ґрунт    | Жизеле Міро          | 1–6, 0–6 |

### Парний розряд: 3 (1–2)
| Результат | Ранг | Дата           | Турнір              | Покриття | Партнерка         | Суперниці                      | Рахунок       |
| --------- | ---- | -------------- | ------------------- | -------- | ----------------- | ------------------------------ | ------------- |
| Поразка   | 1.   | 31 серпня 1987 | Каракас, Венесуела  | Ґрунт    | Ріта Крус Ліма    | Енрієтте Гемер Андрейна Шель   | 4–6, 1–6      |
| Поразка   | 2.   | 23 жовтня 1989 | Сан-Паулу, Бразилія | Ґрунт    | Марія Пілар Валлс | Інес Горрочатегі Карен Букголц | 3–6, 6–2, 6–7 |
| Перемога  | 1.   | 31 травня 1993 | Брага, Португалія   | Тверде   | Емануела Брузаті  | Міяко Атака Еміко Такахасі     | 6–2, 3–6, 6–2 |